# Joan (cònsol 467)
Joan (en grec: Ίωάννης; c.440–482) va ser un polític de l'Imperi Romà d'Orient.
La seva família provenia de Lychnidos, però ell era d'Epidamnus. Probablement va néixer el 440. El 467 va ser cònsol posterior, escollit per la cort oriental, juntament amb Illustrius Pusaeus. Entre el 467 i el 468 va ser comes et magister officiorum, i més tard prefecte del pretori d'Il·líria (va assumir el càrrec el 479); era conegut com a administrador de justícia i protector de les arts.
El 479, durant la revolta de Teodoric Estrabó, Joan es trobava a Tessalònica, on la seva vida va correr perill dues vegades. Primer va ser assaltat per una multitud enfurismada i salvat pels sacerdots i els nobles locals; més tard va ser amenaçat per soldats rebels i va ser salvat per l'arribada del patrici Adamanci. Juntament amb Sabinià Magne, va suggerir amb èxit a l'emperador Zenó rebutgés una treva amb Teodoric i continués lluitant contra ell.
Joan va morir quan tenia 42 anys. Cristodor va escriure dos poemes en honor seu.